# 菊地凜子
菊地凜子（1981年1月6日— ），日本女演員，原名菊地百合子，神奈川縣秦野市出生。丈夫為演員染谷將太。
2004年5月取藝名為菊地凜子。2006年演出執導的《火線交錯》受到全世界觀眾矚目，並入圍2006年奧斯卡最佳女配角。

## 經历
菊地生于神奈川县秦野市。在1999年以本名「菊地百合子」的名义演出新藤兼人执导的电影《想着》（原名）而出道。2001年出演的熊切和嘉导演执导的电影《天空的洞穴》（原题）获得了包括鹿特丹电影节在内的多个国际电影节的好评。2004年出演的石井克人导演执导的电影《茶的味道》成为了戛纳电影节期间的开幕电影。同年5月，改名为菊地凛子。
2006年，执导的《火線交錯》中，她演绎了聋哑女高中生绵谷千惠子。其演技备受矚目，获得了包括奥斯卡最佳女配角奖在内的多个奖项的提名，以及国际电影协会新人奖（和珍妮佛·哈德逊得分相同）等。在通天塔中她感情激烈的演技吸引了多位国际级的导演，其中一位就是因为电影《追凶》而廣為人知的导演莱恩·约翰逊。2009年，菊地出演莱恩·约翰逊的电影《The Brothers Bloom》（原题），第一次全英文演出。她雖然是主角之一，但因為演出的角色設定是「只知道三個詞彙的女性」，所以在劇中只會說三個詞彙。
2007年11月，担任香奈兒早春系列的广告模特。同年12月18日，在2009年预定公开的电影《神井外传》的拍摄中因两腿大腿肌肉拉伤，治疗两个月。当初虽然已经延迟了拍摄，但因为是动作电影，武打和拉筋的练习必不可少，最后不得已还是放弃。代替菊地的是小雪。

## 個人生活
2015年1月1日，菊地與男演員染谷將太發表婚訊，透露兩人已入籍。

## 作品

### 電影
- 1999年：《想着》，導演 新藤兼人
- 2001年：《天空的洞穴》，導演 熊切和嘉
- 2002年：《八月的幻想》，導演 鈴木浩介
- 2004年：《茶的味道》，導演 石井克人
- 2005年：《為誰》，導演 日向寺太郎
- 2006年：《好森林》，飾演 菊池（委員長），導演 石井克人、三木俊一郎、大哥
- 2006年：《大笑天使》，飾演 櫻井敦子，導演 小田一生
- 2006年：《火線交錯》，飾演 綿矢千惠子，導演：阿利安卓·崗札雷·伊納利圖
- 2007年：《戀愛部屋（日语：戀愛中的馬多里）》，飾演 敦子，導演 大九明子
- 2009年：《東京聲音地圖》，飾演 龙，導演伊莎貝兒·柯瓦榭
- 2009年：《騙行無阻》，飾演 碰碰，導演 瑞恩·強森（Ryan Johnson）
- 2009年：《侧身》，飾演 米娜·帕克，導演 賽林·葛拉克（Cellin Gluck）
- 2009年：《突击女孩》，飾演 路西法，導演 押井守
- 2010年：《挪威的森林》，飾演 直子，導演 陳英雄
- 2010年：《谍海风云》，飾演 純子，導演：麥克哈夫斯強
- 2011年：《怪奇森林》，飾演 菊地凛子
- 2013年：《浪人47》，飾演 心珠希。吉良家神秘的女子。
- 2013年：，飾演 森麻子
- 2015年：《久美子的奇異旅程》，飾演 久美子
- 2016年：《火星異種》，飾演 森木明日香[1]
- 2018年：《环太平洋2：起義時刻》，飾演 森麻子
- 2022年：《大怪獸的善後處理》，飾演 真砂千
- 2023年：《陽子之旅》，飾演 陽子

### 电视连续剧
| 播放年份 | 播放电视台               | 作品名称                    | 饰演角色                           |
| -------- | ------------------------ | --------------------------- | ---------------------------------- |
| 1999年   | 朝日电视台               | 只有可爱不行吗?             | 島田亞希                           |
| 2001年   | 关西电视台               | 花村大介                    | OL（客串演出）                     |
| 2001年   | NHK                      | 晨间剧 水姑娘               | 村山麻衣子                         |
| 2001年   | 日本电视台               | 特别的巴卡亚罗特别2（原题） |                                    |
| 2002年   | 日本电视台               | 私家偵探濱麥克              |                                    |
| 2003年   | WOWOW                    | 爱和资本主义                |                                    |
| 2003年   | 离宇宙最近的地方（原题） |                             |                                    |
| 2005年   | 日本电视台               | 理由                        |                                    |
| 2009年   | 富士电视台               | 詐欺遊戲2                   | 葛城凉                             |
| 2010年   | 東京电视台               | 草食男之桃花期              | 林田尚子                           |
| 2010年   | 富士電視台               | 再見魯賓遜                  | 小雪                               |
| 2015年   | WOWOW                    | 給夢的女孩                  | 阿部幹子                           |
| 2018年   | HBO                      | 西方極樂園                  | 茜                                 |
| 2018年   | 日本電視台               | 無法成為野獸的我們          | 橘吳羽                             |
| 2019年   | 朝日電視台               | 時效警察・復活特別篇        | 九品仏さやか                       |
| 2019年   | WOWOW                    | 蝶之力學 殺人分析班         | 相羽町子                           |
| 2022年   | WOWOW                    | 邪神的天秤 公安分析班       | 相羽町子                           |
| 2022年   | WOWOW HBO Max            | 東京風雲                    | 丸山詠美                           |
| 2022年   | NHK                      | 大河劇 鎌倉殿的13人         | 乃繪（のえ，北條義時的第三位妻子） |
| 2022年   | 富士電視台               | PICU 小兒集中治療室         | 鮫島立希                           |
| 2023年   | NHK                      | 晨間劇 布基烏基             | 茨田律子（茨田りつ子）             |
| 2024年   | 日本電視台               | 入侵者們的晚餐              | 田中亞希子                         |
| 2024年   | WOWOW HBO Max            | 東京風雲第二季              | 丸山詠美                           |
| 2024年   | 日本電視台               | 王牌女行員花咲舞2024        | 昇仙峽玲子                         |
| 2024年   | NHK                      | 晨間劇 如虎添翼             | 茨田りつ子                         |
| 2025年   | 日本電視台               | 小鎮星熱點                  | 梅本雅子                           |